# Lisa Weiß
Lisa Weiß, née le 29 octobre 1987 à Düsseldorf,  est une footballeuse internationale allemande, évoluant au poste de gardienne de but au Vfl Wolfsburg.

## Biographie
Elle est en couple avec la footballeuse belge de l’Olympique lyonnais Janice Cayman.

## En club
Elle a évolué avec le SG Essen-Schönebeck jusqu'en 2018. Elle s'engage ensuite à l'Olympique Lyonnais, où elle évolue en tant que seconde gardienne derrière Sarah Bouhaddi.
En juin 2020, elle quitte la D1 pour Aston Villa, club nouvellement promu en FA WSL où elle retrouve du temps de jeu.
A l'été 2021, elle rompt son contrat avec le club pour signer avec le Vfl Wolfsburg, club multi-titré en Allemagne et en Europe, à la suite de la blessure d'Almuth Schultz en présaison.

## En sélection
Weiß a été retenue dans l'équipe d'Allemagne de football féminin. Elle fait ses débuts avec l'équipe d'Allemagne le 17 février 2010 contre la Corée du Nord. Elle remplace Nadine Angerer à la 17e minute à la suite de sa blessure.

## Palmarès

### En club
Olympique lyonnais :
- Championnat de France : Vainqueur en 2019 et 2020.
- Coupe de France : Vainqueur en 2019.
- Ligue des champions : Vainqueur en 2019.
- Women's International Champions Cup : Vainqueur en 2019.

 VfL Wolfsburg
- Championne d'Allemagne
  - Champion : 2022
- Coupe d'Allemagne féminine de football
  - Vainqueur : 2022 et 2023